# Agabus didymus
Agabus didymus es una especie de escarabajo del género Agabus, familia Dytiscidae. Fue descrita científicamente por Olivier en 1795.

## Descripción
Agabus didymus puede alcanzar una longitud de 7 a 8 milímetros (0,28 a 0,31 pulgadas). La cabeza es negra. El pronoto es oscuro con márgenes laterales y base rojizos. Los élitros tienen tres filas de pinchazos y marcas en forma de N translúcidas laterales y subapicales características.

## Distribución geográfica
Habita en África, Europa y norte de Asia (excepto China).